# الفودودي
عمر بن عبد الله بن علي بن سعيد الفودودي وزير داهية جبار من بيت رياسة في فاس.
كان يخدم السلطان أبا سالم إبراهيم بن علي، ويعد من كبراء الدولة ووزرائها.
انتقل السلطان إلى فاس القديمة فعهد إليه بإدارة فاس الجديدة، وخلفه أمينا عليها، وكان يحمل الضغينة للسلطان لتقريبه وزيرا آخر هو الفقيه ابن مرزوق محمد بن أحمد فاتفق مع قائد جند النصارى غرسيه بن أنطول على خلع السلطان وتولية شخص من بني مرين اسمه تاشفين ونادى بذلك.
ألبس الفودودى تاشفين شارة الملك، فاضطرب الجند وعمت الفوضى، وجاء السلطان أبوسالم فلم يستطع دخول البلد وتخلى عنه أنصاره فقبض عليه عمر وأشار بقتله، فجئ برأسه في مخلاة سنة 762 هـ. تولى الفودوي بعد ذلك شئون الدولة يتصرف فيها كما يشاء باسم المسكين تاشفين. ثم تنكر لغرسيه الإفرنجي وقتله مع آخرين من بني جنسه.
ظهر الخلل في دولة تاشفين، وغضب كبار بني مرين؛ فنادى عمر بخلعه والبيعة لأبى زيان محمد بن يعقوب المرينى سنة 763 هـ وتم له ذلك. فعل الفودودي بالسلطان الجديد مافعله بسلفه من الحجر عليه فضاق هذا به ذرعا، وأراد التخلص منه، فأسرع عمر فخنقه وألقاه في بئر وقال للخاصة إنه سقط عن دابته وهو سكران. وجاء بعد ذلك بأمير آخر من بنى مرين، اسمه عبد العزيز بن على، فأجلسه على سرير الملك بفاس الجديدة، وبايعه فبايعه الناس سنة (767هـ). وكان عبد العزيز حازما فلم يطق استبداد عمر، فأحكم التدبير وأعد جماعة من الخصيان في زوايا داره، وأحضر عمر ووبخه، ثم أشار إليهم فقتلوه هبرا بالسيوف وذلك سنة (768هـ- 1367م).